# Surgut
Surgut (en rus: Сургут) és una ciutat de Rússia, situada al districte autònom de Khàntia-Mànsia (un subjecte federal de la Federació Russa), a la Sibèria Occidental. És la ciutat més gran de Khàntia-Mànsia i la segona ciutat de l'óblast de Tiumén si és considerada amb els districtes autònoms que té adscrits. La seua població és de 297.000 habitants el 2009. Està situada a la riba del riu Obi.

## Història
Surgut és una de les ciutats més antigues de Sibèria. Fou creada a instàncies del tsar Teodor I de Rússia el 1594. El nom de la ciutat segons la tradició és deriva de les paraules sour (peixos) i la gout (forat) en idioma Ostiac.
La transformació de la ciutat és recent: va ocórrer el 1960 quan Surgut es va convertir en un centre del petroli i del gas. El 1965 l'aglomeració de Surgut va adquirir l'estatus de ciutat.
El pont de Surgut és el més llarg amb una sola torre al món.

## Demografia
| 1897  | 1926  | 1959  | 1970   | 1979    | 1989    | 1996    | 2002    | 2010    |
| ----- | ----- | ----- | ------ | ------- | ------- | ------- | ------- | ------- |
| 1 100 | 1 300 | 6 000 | 34 000 | 107 300 | 247 800 | 266 300 | 285 027 | 301 890 |

## Economia
L'economia està vinculada a la producció de petroli i el tractament del gas natural. Les empreses més importants són la companyia petroliera Surgutneftegaz (també coneguda com a Surgut) i Surgutgazprom (una filial de Gazprom). Les centrals elèctriques tenen una potència de 7.200 MW de subministrament d'energia a la regió.

## Transports
La ciutat té un aeroport amb vols regulars a Moscou, Sant Petersburg, Irkutsk i Dubai entre altres ciutats.
La ciutat també té una estació de la línia de ferrocarril Tiumén - Novi Urengoi. Anant cap a Tiumén la propera estació és Salym, que compta amb instal·lacions de la Royal Dutch Shell.
La ciutat està a la carretera russa 404.

## Esports
L'equip de bàsquet de la ciutat és el Universitet Yugra Surgut, que juga en la lliga russa de bàsquet.

## Clima

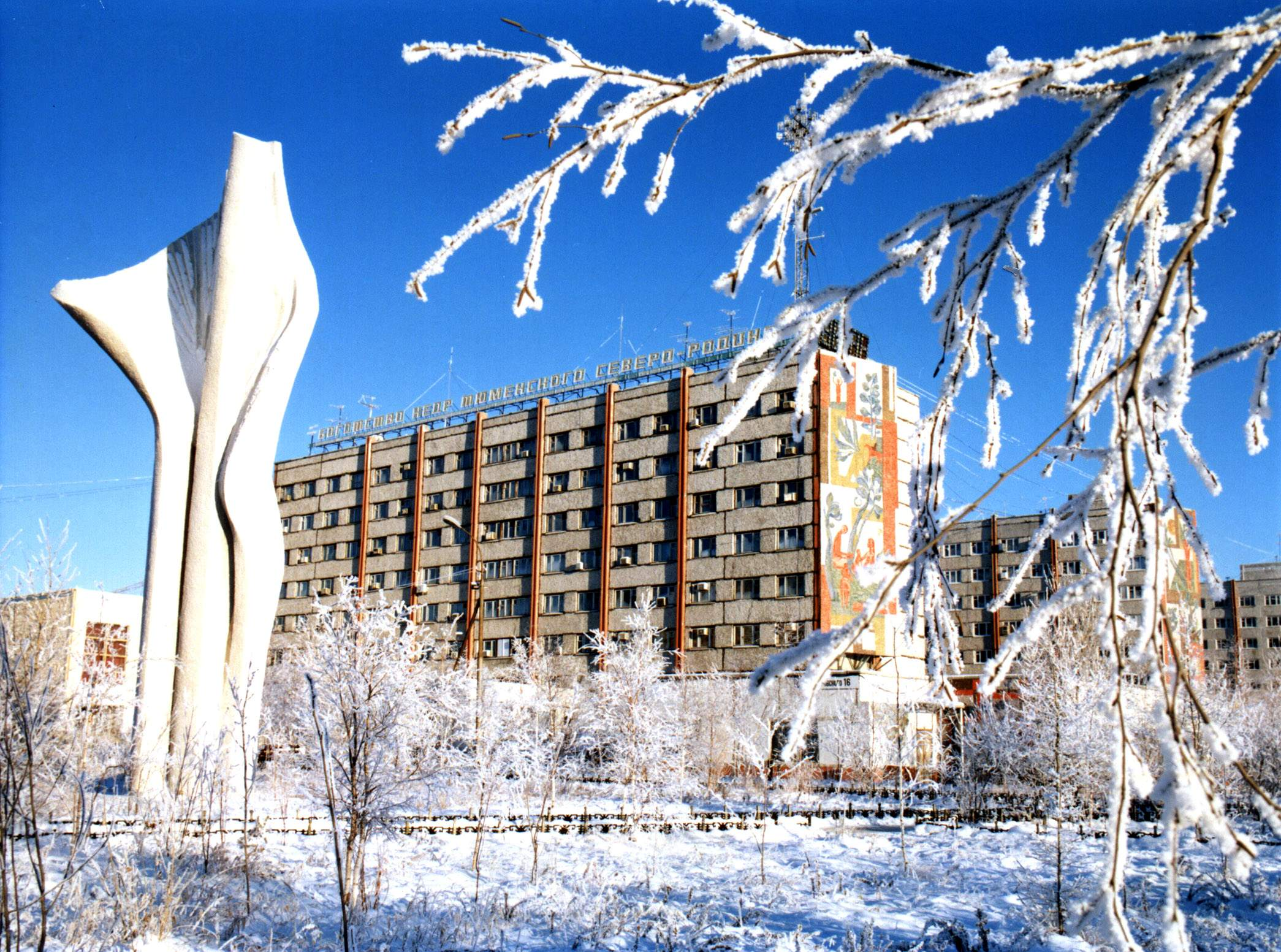
Surgut a l'hivern

Surgut té un clima subàrtic (classificació de Köppen Dfc) en el qual les amplituds tèrmiques estacionals són importants. Els hiverns són molt freds, i els estius curts i freds. Els mesos més humits són juliol i agost. La neu cobreix el sòl, de mitjana, 154 dies l'any, i al març pot arribar a arribar als 43 cm de fondària (altura màxima: 142 cm).
- Temperatura rècord més freda: -55,2 °C (febrer de 1918)
- Temperatura rècord més calorosa: 33,8 °C (juliol de 1969)
- Mitjana de dies amb neu a l'any: 112
- Mitjana de dies amb pluja a l'any: 74
- Mitjana de dies de tempesta a l'any: 24
- Mitjana de dies amb tempesta de neu a l'any: 13

| Dades climàtiques a Surgut           | Dades climàtiques a Surgut | Dades climàtiques a Surgut | Dades climàtiques a Surgut | Dades climàtiques a Surgut | Dades climàtiques a Surgut | Dades climàtiques a Surgut | Dades climàtiques a Surgut | Dades climàtiques a Surgut | Dades climàtiques a Surgut | Dades climàtiques a Surgut | Dades climàtiques a Surgut | Dades climàtiques a Surgut | Dades climàtiques a Surgut |
| Mes                                  | gen                        | febr                       | març                       | abr                        | maig                       | juny                       | jul                        | ag                         | set                        | oct                        | nov                        | des                        | anual                      |
| ------------------------------------ | -------------------------- | -------------------------- | -------------------------- | -------------------------- | -------------------------- | -------------------------- | -------------------------- | -------------------------- | -------------------------- | -------------------------- | -------------------------- | -------------------------- | -------------------------- |
| Màxima rècord °C (°F)                | 2.7 (36.9)                 | 6.5 (43.7)                 | 10.3 (50.5)                | 23.0 (73.4)                | 31.8 (89.2)                | 33.5 (92.3)                | 35.2 (95.4)                | 30.3 (86.5)                | 27.4 (81.3)                | 20.7 (69.3)                | 8.2 (46.8)                 | 2.5 (36.5)                 | 35.2 (95.4)                |
| Màxima mitjana °C (°F)               | −16.3 (2.7)                | −14.2 (6.4)                | −4.8 (23.4)                | 1.6 (34.9)                 | 10.6 (51.1)                | 18.9 (66)                  | 22.4 (72.3)                | 18.2 (64.8)                | 10.8 (51.4)                | 2.5 (36.5)                 | −8.3 (17.1)                | −14.2 (6.4)                | 2.3 (36.1)                 |
| Mitjana diària °C (°F)               | −20.0 (−4)                 | −18.3 (−0.9)               | −9.3 (15.3)                | −2.9 (26.8)                | 5.8 (42.4)                 | 14.4 (57.9)                | 18.2 (64.8)                | 14.4 (57.9)                | 7.4 (45.3)                 | −0.2 (31.6)                | −11.5 (11.3)               | −18.0 (−0.4)               | −1.7 (28.9)                |
| Mínima mitjana °C (°F)               | −23.4 (−10.1)              | −22 (−8)                   | −13.6 (7.5)                | −7.1 (19.2)                | 1.7 (35.1)                 | 10.1 (50.2)                | 14.0 (57.2)                | 10.8 (51.4)                | 4.6 (40.3)                 | −2.6 (27.3)                | −14.6 (5.7)                | −21.7 (−7.1)               | −5.3 (22.5)                |
| Mínima rècord °C (°F)                | −54.2 (−65.6)              | −55.2 (−67.4)              | −48.7 (−55.7)              | −39.7 (−39.5)              | −22 (−8)                   | −6.7 (19.9)                | −0.1 (31.8)                | −3.7 (25.3)                | −10.5 (13.1)               | −30.7 (−23.3)              | −46.9 (−52.4)              | −55 (−67)                  | −55.2 (−67.4)              |
| Precipitació mitjana mm (polzades)   | 25 (0.98)                  | 22 (0.87)                  | 28 (1.1)                   | 34 (1.34)                  | 58 (2.28)                  | 57 (2.24)                  | 76 (2.99)                  | 69 (2.72)                  | 85 (3.35)                  | 55 (2.17)                  | 39 (1.54)                  | 32 (1.26)                  | 580 (22.83)                |
| Mitjana de dies de pluja             | 0.3                        | 0.1                        | 1                          | 6                          | 12                         | 14                         | 12                         | 15                         | 15                         | 12                         | 3                          | 1                          | 91.4                       |
| Mitjana de dies de neu               | 22                         | 18                         | 15                         | 9                          | 4                          | 1                          | 0                          | 0                          | 1                          | 11                         | 20                         | 23                         | 124                        |
| Humitat relativa mitjana (%)         | 81                         | 79                         | 75                         | 69                         | 65                         | 65                         | 67                         | 76                         | 79                         | 84                         | 84                         | 82                         | 75.5                       |
| Mitjana mensual d'hores de sol       | 31                         | 95                         | 147                        | 218                        | 252                        | 261                        | 311                        | 217                        | 136                        | 70                         | 46                         | 23                         | 1.807                      |
| Font #1: Pogoda.ru.net               |                            |                            |                            |                            |                            |                            |                            |                            |                            |                            |                            |                            |                            |
| Font #2: NOAA (només sol, 1961-1990) |                            |                            |                            |                            |                            |                            |                            |                            |                            |                            |                            |                            |                            |

## Ciutats agermanades
- Katerini
- Sioux Falls
- Zalaegerszeg